# Фурсеев, Александр Георгиевич
Александр Георгиевич Фурсеев (род. 17 апреля 1956) — советский и российский военачальник. Командир 51-го корпуса ПВО Северо-Кавказского военного округа. Генерал-лейтенант.

## Биография
Родился 17 апреля 1956 года в г. Погаре Брянской области. В 1973—1974 годах — рабочий на сигаретно-сигарной фабрике г. Погара Брянской области.

### Образование
- 1978 году Армавирское высшее военное авиационное училище
- 1990 году Военная командная академия ПВО
- 2000 году ВА ГШ

### На воинской службе
В 1974—1978 годы курсант в Армавирском высшем военном авиационном училище летчиков ПВО.
В 1978—1987 годах — старший лётчик, командир авиационного звена, начальник штаба авиационной эскадрильи, заместитель командира эскадрильи по политической части, командир авиационной эскадрильи (войсковая часть 53909, г. Ростов-на-Дону).
С 1987 по 1990 год учился в Военной командной академии ПВО в г. Твери.
В 1974—1991 годы — заместитель командира авиационного полка (войсковая часть 22692, Саваслейка (авиабаза)).
1975 г. — старший инспектор — лётчик отдела авиации корпуса ПВО (войсковая часть 62288, г. Елизово).
В 1977—1992 годы — заместитель командира авиационного полка (войсковая часть 78660, с. Чугуевка Приморского края).
1978—1997 годы — командир 64-го истребительного авиационного полка (войсковая часть 01297, г. Омск).

### На высших должностях
В 1997—1998 годы — первый заместитель командира 50-го отдельного корпуса ПВО (войсковая часть 07172, г. Чита).
В 2000 г. окончил Военную академию Генерального штаба Вооружённых сил Российской Федерации в г. Москве.
2000 г. — начальник отдела боевой подготовки боевого применения фронтовой авиации — заместитель начальника управления авиации Военно-воздушных сил (войсковая часть 25954, г. Москва).
2000—2007 гг. — командир 41-й дивизии ПВО (войсковая часть 29286, г. Новосибирск).
2007—2009 гг. — командир 51-го корпуса ПВО (войсковая часть 42352, г. Ростов-на-Дону).
2009 г. — в распоряжении командира в/ч 40911 (г. Ростов-на-Дону).
В 2010 г. уволен из рядов Вооружённых Сил Российской Федерации.

### В отставке
С 2010 года в запасе. Живёт и работает в городе Краснодар. С 2012 года Инспектор Группы инспекторов Объединённого стратегического командования Южного военного округа Министерства обороны Российской Федерации.

## Семья
- жена
- дети

## Знаки отличия
- Орден «За военные заслуги» (Россия)
- Медаль За боевые заслуги

- Медаль «За укрепление боевого содружества»

- Юбилейная медаль «50 лет Вооружённых Сил СССР»[2]
- Юбилейная медаль «60 лет Вооружённых Сил СССР»[3]
- Юбилейная медаль «70 лет Вооружённых Сил СССР»[4]
- Медаль «За безупречную службу» I степени
- Медаль «За безупречную службу» II степени
- Медаль «За безупречную службу» III степени
- Медаль «За ратную доблесть» и др.

- Имеет награды других ведомств
- Иностранные награды.